# Clase Leningrado
Los seis destructores de la clase Leningrado fueron construidos para la Armada Soviética a finales de la década de 1930. Se inspiraron en los grandes destructores franceses (contre-torpilleur) como la clase Vauquelin de principios de la década de 1930. Fueron ordenados en dos lotes de tres barcos cada uno; el primer grupo fue designado Proyecto 1 y el segundo Proyecto 38. Estos barcos fueron los primeros grandes buques diseñados y construidos por los soviéticos después de la Revolución de Octubre de 1917.
Los dos buques gemelos desplegados en el Mar Báltico, los destructores Leningrado y Minsk, bombardearon posiciones de defensa costera finlandesa durante la Guerra de Invierno de 1939-1940. Durante la Operación Barbarroja proporcionaron fuego de apoyo durante el asedio alemán de Tallin y escoltaron a los convoyes cuando fue evacuado a finales de agosto de 1941. Nuevamente proporcionaron fuego de apoyo durante el asedio de Leningrado, ya que fueron bloqueados en Leningrado y Kronstadt por los campos de minas del Eje. El Minsk fue hundido por un ataque aéreo alemán en septiembre de 1941, pero más tarde fue reflotado y vuelto a poner en servicio. Ninguno de los dos buques hizo nada notable después de que se levantara el asedio en enero de 1944. 
El Moscú tuvo una carrera muy corta en la Flota del Mar Negro ya que fue hundido el 26 de junio de 1941. El Járkov participó en la mayoría de las batallas en la costa del Mar Negro, pero fue hundido por Stukas en octubre de 1943 cuando regresaba de una misión de bombardeo. El Bakú comenzó la guerra en el Pacífico, pero fue transferido a la Flota del Norte soviética a través de la ruta del Mar del Norte entre el 15 de julio y el 14 de octubre de 1942, donde pasó el resto de la guerra escoltando convoyes árticos e interceptando convoyes alemanes a sus puertos en el océano Ártico. El Tbilisi permaneció en el Océano Pacífico y tuvo un papel muy poco destacado en la guerra hasta después de la invasión soviética de Manchuria cuando transportó tropas de infantería naval. 
No se sabe mucho de los detalles de sus carreras durante la posguerra. La mayoría se sometió a una larga modernización a principios de la década de 1950 antes de ser relegados a papeles secundarios como barcos de entrenamiento o buques cuartel a finales de la década de 1950. Fueron desguazados o utilizados como buques objetivos a principios de la década de 1960.

## Diseño

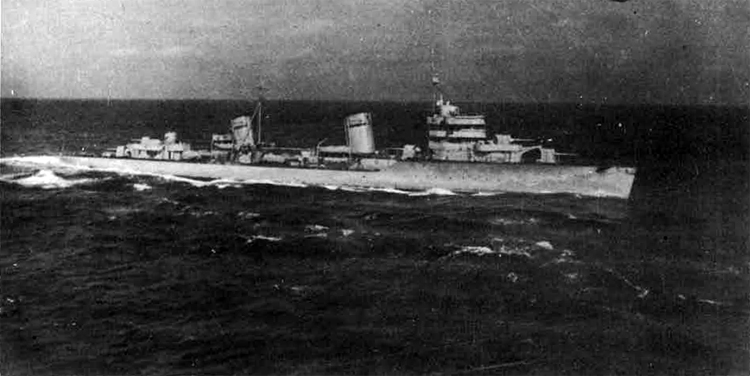
Destructor Moscú

Ordenado bajo el Primer Plan Quinquenal, los tres destructores del Proyecto 1 estaban destinados a liderar flotillas de destructores en combate. En lugar de copiar el concepto británico de una versión ligeramente ampliada del destructor estándar como el HMS Codrington para los destructores clase A, los soviéticos optaron por copiar los destructores franceses tipo contra-torpilleurs como la clase Vauquelin, una serie de destructores muy grandes y muy rápidos, que no estaban destinados a cooperar con otros destructores más lentos. 
Mientras estaban siendo diseñados, los únicos destructores en servicio que podían liderar flotillas de destructores eran antiguos destructores de la época zaristas que solo eran capaces de alcanzar una velocidad de 30 nudos (56 km/h), mientras que los barcos de la clase Leningrado fueron diseñados para alcanzar los 40 nudos (74 km/h). Eran los buques más grandes construidos hasta ahora desde la quilla por los constructores navales soviéticos y se vieron plagados de retrasos y problemas de diseño ya que los soviéticos sobreestimaron su capacidad para construir barcos de tal tamaño, habiendo construido anteriormente solo los barcos de guardia de la clase Uragan, solo un tercio del tamaño de los Leningrados. Los tres buques del Proyecto 38 se ordenaron según el Segundo Plan Quinquenal y eran un poco más grandes que sus medios gemelos del Proyecto 1, pero por lo demás idénticos.

### Características generales

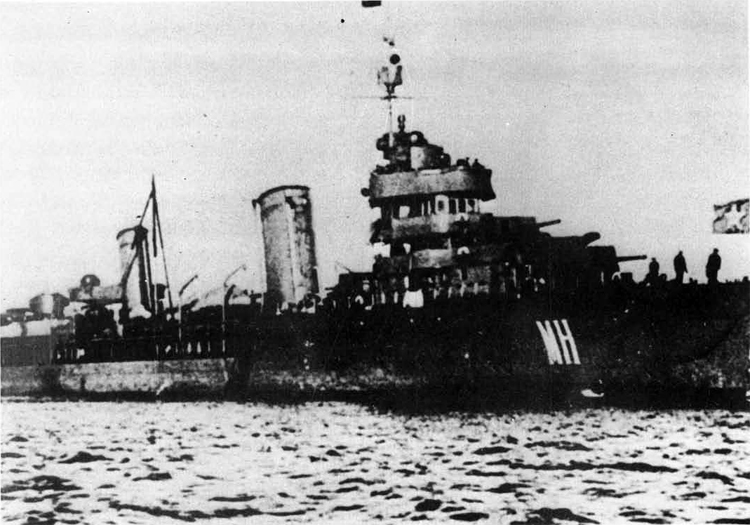
Destructor Minsk

Los destructores de la clase Leningrado tenían una eslora total de 127,5 metros y 122 metros en la línea de flotación. Los buques tenían una manga de 11,7 metros y un calado de 4,06 metros a plena carga. Construidos en dos lotes, el primer lote (Proyecto 1) desplazaba 2180 toneladas con carga estándar y 2623 toneladas a plena carga. Los buques del Proyecto 38 desplazaron 2390 t con carga estándar y 2720 t completamente cargados; entre 100-200 toneladas más que sus medio gemelos buques del Proyecto 1. Todos ellos tenían una altura metacéntrica de 1,22 m. Su tripulación contaba con 250 oficiales y marineros en tiempo de paz y 311 en tiempo de guerra.
Su enorme estructura de puente los convertía en barcos pesados en la parte superior y pobres debido a la concentración de peso hacia adelante. Los buques cabeceaban pesadamente en la proa, incluso después de la adición de lastre hacia adelante, hasta tal punto que el movimiento interfería con el disparo de los cañones cuando hacía mal tiempo. La estructura del casco era demasiado débil para permitir disparar todos los cañones al mismo tiempo. A altas velocidades, eran difíciles de manejar y vibraban mucho.

### Armamento

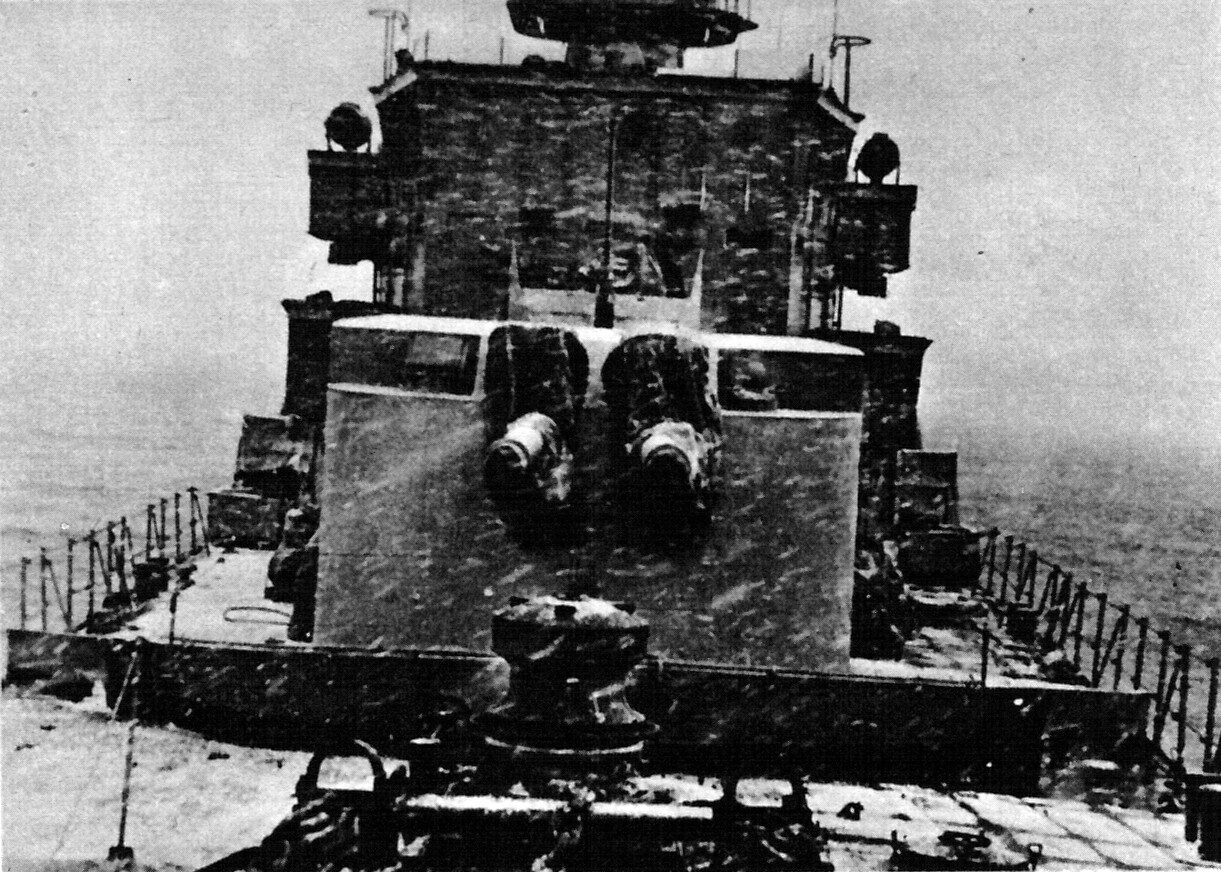
Cañones 130 mm/50 B13 Pattern 1936 similares a los instalados en los buques de la clase Leningrado

Como resultado de la experiencia en la Primera Guerra Mundial, estos buques fueron diseñados para usar cinco de los nuevos cañones B-13 calibre 50 de 130 mm que se estaban desarrollando en monturas individuales. Un par de superfiring estaba adelante y otro a popa de la superestructura, mientras que el quinto cañón estaba montado entre el puente y el embudo de proa. Fue pensado como un reemplazo del cañón de calibre 55 de la era zarista, pero con un cañón más corto más adecuado para su uso en destructores. Se usó más propulsor en el B-13 para duplicar la balística del arma más antigua, pero esto causó graves problemas de erosión en el cañón. Determinar la solución resultó ser un proceso largo y difícil y los primeros cañones no se entregaron hasta 1936, tres años después de la botadura de los barcos del Proyecto 1. Las armas se podían bajar a -5.° y elevar a un máximo de +45.º Disparaban proyectiles de 33,5 kilogramos a una velocidad inicial de 870 m/s, lo que les daba un alcance de aproximadamente 25 500 m. Su velocidad de disparo era de 6 a 10 disparos por minuto.

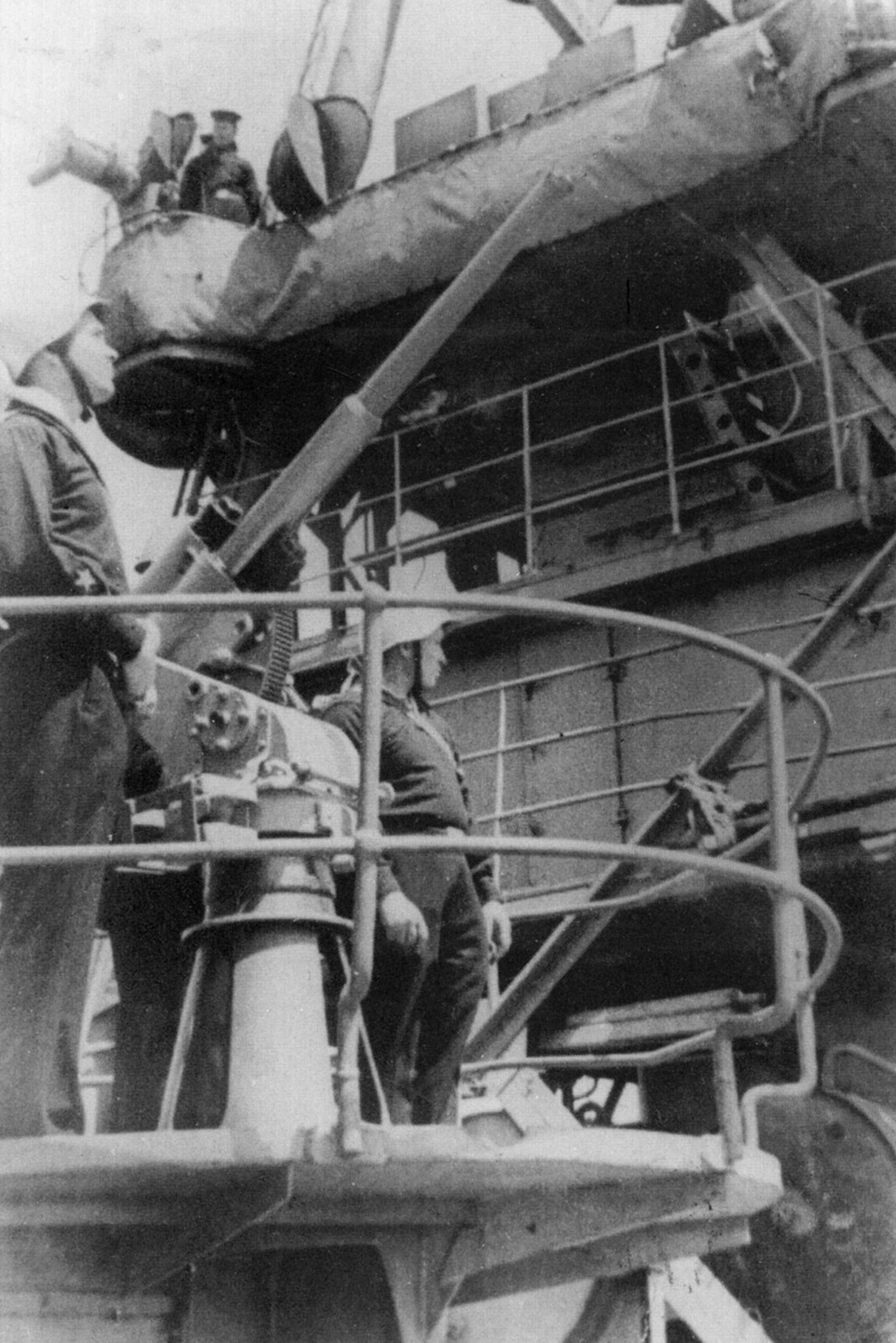
Cañón antiaéreo de 45 mm (21-K)

Un par de cañones antiaéreos (AA) 34-K de 76,2 mm se montaron en la caseta trasera en soportes individuales. Utilizados manualmente, tenían un rango de elevación de -5° a +85° Su velocidad de salida de 813 m/s daba a sus proyectiles de metralla de espoleta de 6,61 kilogramos un alcance máximo de 8600 m. Su velocidad de disparo era de aproximadamente 15 a 20 disparos por minuto. Los cañones AA ligeros inicialmente consistían en dos cañones AA 21-K semiautomáticos de 45 mm montados a cada lado del puente. Estos habían sido adaptados del cañón antitanque de 45 mm M1937 (53-K) y, en consecuencia, carecían de munición de espoleta de tiempo, lo que significaba que solo un impacto directo detonaría las cargas. En los buques supervivientes, estos se complementaron durante la guerra con entre seis a diez cañones AA 70-K completamente automáticos de 37 mm y de dos a ocho ametralladoras DK de 12,7 mm. Algunos buques sustituyeron su cañón medio de 130 mm por más cañones AA ligeros. La evidencia fotográfica muestra que algunos barcos recibieron ametralladoras Browning M2 AA de 1,3 cm refrigeradas por agua.
Fueron los primeros barcos soviéticos en montar tubos de torpedos cuádruples, un lanzador de 533 mm (21,0 plg) entre los embudos y el otro a popa del embudo trasero. Las fuentes no están de acuerdo si llevaban torpedos de recarga. Se les dio una popa cuadrada con rampas para facilitar la colocación de minas. Podían transportar 68 minas modelo KB, 84 modelo 1926 o 115 minas modelo 1912. Aunque inicialmente no se instaló ningún sonar, solo el sistema de hidrófono Arktur que era inútil a velocidades superiores a los tres nudos, llevaban 20 cargas de profundidad B-1 y 32 Modelo 1931. En algún momento durante la guerra, los destructores Bakú, Minsk, Leningrado y Tbilisi fueron equipados con ASDIC (sonar) británicos proporcionados en virtud de la Ley de Préstamo y Arriendo, radares de control de incendios Tipo 285 y radares de búsqueda aérea estadounidenses SG.

### Propulsión
Los buques tenían tres turbinas de vapor con engranajes, cada una impulsaba una hélice, lo que requería colocar las calderas y turbinas según el principio de "unidad" que tenía la ventaja de que un solo impacto no podía inutilizar todas las calderas o motores e inmovilizar la nave. Dos salas de calderas, cada una con una caldera de tres tambores, se ubicaron debajo del embudo delantero. Inmediatamente detrás de ellos había dos salas de máquinas, cada una con una turbina de vapor con engranajes de 22.000 caballos de fuerza (16.000 kW) para los dos ejes exteriores. La tercera sala de calderas estaba cerca del embudo trasero y su sala de turbinas estaba justo en la popa, alimentando el eje central.
Diseñados para alcanzar los 40 nudos (74 km/h), los barcos lo superaron fácilmente, así por ejemplo el Leningrado alcanzó los 43 nudos (80 km/h) durante sus pruebas de mar el 5 de noviembre de 1936. Normalmente transportaban 210 toneladas de fueloil, pero se podía aumentar hasta las 610 toneladas a plena carga. Esto daba a los buques de la clase Leningrado un alcance de 2100 millas náuticas (3900 km) a 20 nudos (37 km/h).

## Construcción
El tiempo de construcción de estos barcos fue absurdamente largo, sobre todo debido a la mala gestión. Muchos retrasos fueron causados por el armamento y las turbinas, ninguno de los cuales estaba listo para la producción cuando se inició el Leningrado. Las nuevas turbinas entraron en producción después de la botadura del Leningrado, pero las nuevas armas ni siquiera entraron en producción hasta tres años después. Los problemas adicionales fueron causados por la gran cantidad de piezas defectuosas, y algunos artículos alcanzaron una tasa de rechazo del 90%. Inusualmente para los barcos soviéticos del período de entreguerras, los Leningrado no tenían sobrepeso.
Tanto el Bakú como el Tblisi se ensamblaron en Komsomolsk del Amur a partir de piezas proporcionadas por el astillero de Nikolayev.

## Buques
Todos los buques llevaban nombres de ciudades de la Unión Soviética.
| Buque       | Astillero | Iniciado                                               | Botado                  | Asignado                | Destino                                                                                                  |
| Proyecto 1  | Proyecto 1 | Proyecto 1                                             | Proyecto 1              | Proyecto 1              | Proyecto 1                                                                                               |
| ----------- | --- | ------------------------------------------------------ | ----------------------- | ----------------------- | --- |
| Leningrado  | Astillero N.º 190 (Zhdanov), Leningrado | 5 de noviembre de 1932                                 | 17 de noviembre de 1933 | 5 de diciembre de 1936  | Hundido como buque objetivo en mayo de 1963                                                              |
| Járkov      | Astillero N.º 198 (Marti South), Nikolayev | 19 de octubre de 1932                                  | 9 de septiembre de 1934 | 19 de noviembre de 1938 | Hundido por un ataque aéreo el 6 de octubre de 1943                                                      |
| Moscú       | Astillero N.º 198 (Marti South), Nikolayev | 29 de octubre de 1932                                  | 1934                    | 10 de agosto de 1938    | Hundido el 26 de junio de 1941, muy probablemente al chocar contra una mina                              |
| Proyecto 38 | |                                                        |                         |                         | |
| Minsk       | Astillero N.º 190 (Zhdanov), Leningrado | 5 de octubre de 1934                                   | 6 de noviembre de 1935  | 15 de febrero de 1939   | Hundido por un ataque aéreo el 23 de septiembre de 1941. Reflotado y hundido como buque objetivo en 1958 |
| Bakú        | Astillero N.º 198 (Marti South), Nikolayev y Astillero N.º 199, Komsomolsk del Amur (iniciado), Astillero N.º 202 (Dalzavod), Vladivostok (completado) | 15 de enero de 1935 (reiniciado, 10 de marzo de 1936 ) | 25 de julio de 1938     | 27 de diciembre de 1939 | Desguazado el 30 de julio de 1963                                                                        |
| Tbilisi     | Astillero N.º 198 (Marti South), Nikolayev y Astillero N.º 199, Komsomolsk del Amur (iniciado), Astillero N.º 199 (completado)                         | 15 de enero de 1935                                    | 24 de julio de 1939     | 11 de diciembre de 1940 | Desguazado el 31 de enero de 1964                                                                        |

## Historial de combate

### Segunda Guerra Mundial

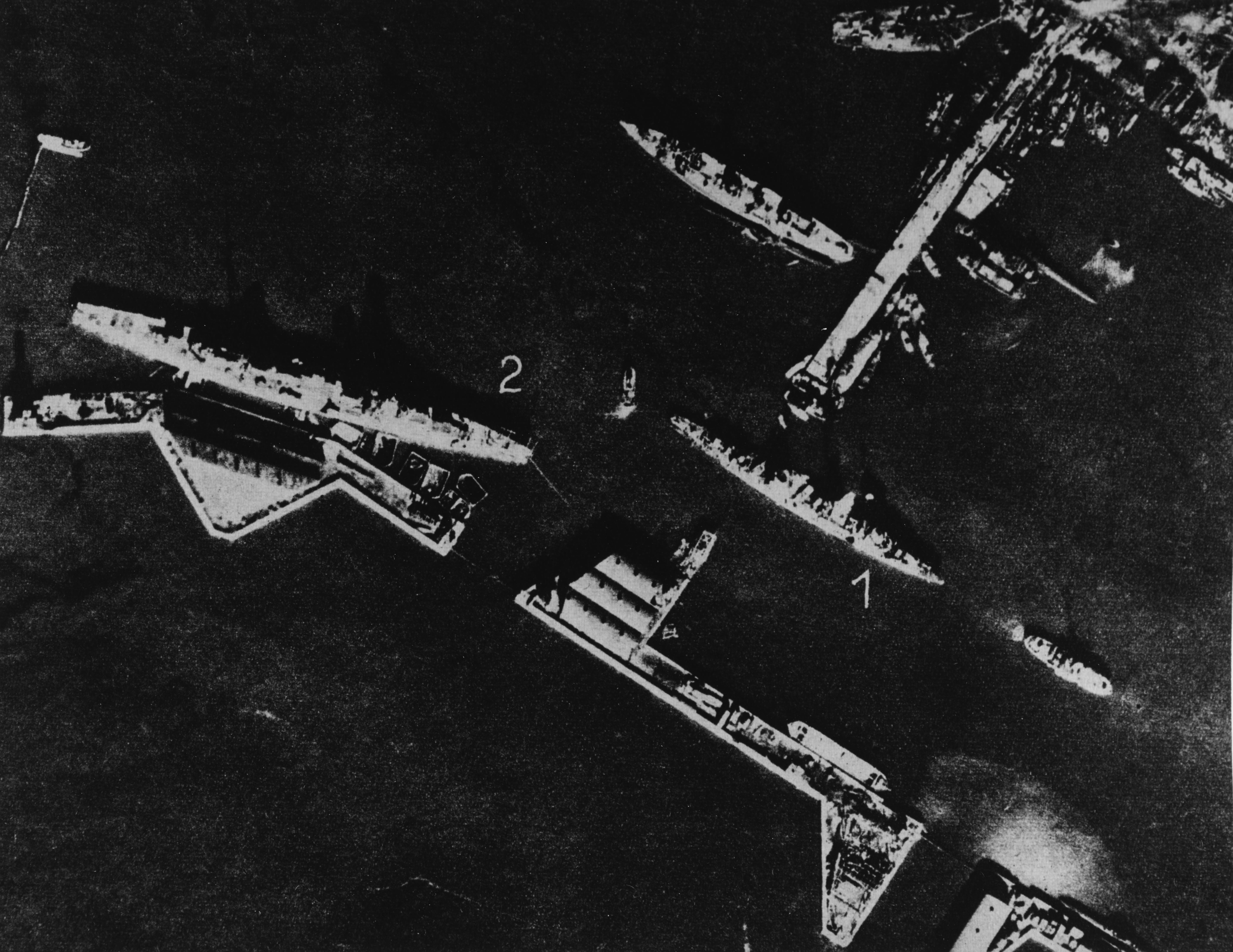
Fotografía aérea alemana del crucero pesado Kirov y un destructor de la clase Leningrado anclados en la base de Kronstadt

El Leningrado fue comisionado en la Flota del Báltico en diciembre de 1936, pero una fuente afirma que todavía se estaba trabajando en el hasta julio de 1938. El Minsk fue asignado a principios de 1939. Navegó a Tallin el 22 de octubre de 1940 cuando la Unión Soviética comenzó a ocupar Estonia. Después del estallido de la Guerra de Invierno, ambos buques bombardearon posiciones de defensa costera finlandesa en la isla de Saarenpää, parte de las islas Beryózovye, el 10 de diciembre de 1939 y nuevamente del 30 de diciembre al 3 de enero de 1940. Además, El Minsk los bombardeó del 18 al 19 de diciembre. Al comienzo de la Operación Barbarroja los destructores Leningrado y Minsk se encontraban en Tallin y se les ordenó cubrir las operaciones de colocación de minas en la entrada del golfo de Finlandia entre Hanko y Osmussaar el 23 de junio. Ambos barcos bombardearon posiciones alemanas alrededor de Tallin del 23 al 27 de agosto y participaron en la evacuación de Tallin a Leningrado a finales de agosto de 1941. El Minsk fue hundido en el puerto de Kronstadt por bombarderos en picado Junkers Ju 87 del StG 2 el 23 de septiembre. Más tarde fue rescatado y puesto nuevamente en servicio el 22 de junio de 1943. El Leningrado formó parte del tercer convoy de evacuación de Hanko a Leningrado del 9 al 12 de diciembre, pero se vio obligado a retroceder debido a los daños causados por las explosiones de minas cercanas. Durante la mayor parte del resto de la guerra, ambos destructores fueron bloqueados en Leningrado y Kronstadt por campos de minas del Eje y solo pudieron proporcionar apoyo de fuego naval a los defensores durante el asedio de Leningrado.
El Moscú fue asignado en 1938 y visitó dos puertos en Turquía antes de que comenzara la Operación Barbarroja el 22 de junio de 1941. Tanto el Moscú como su buque gemelo el Járkov bombardearon el puerto rumano de Constanza con un total de 350 rondas el 26 de junio, pero el Moscú fue hundido al chocar contra una mina colocada, entre el 16 y el 19 de junio, por los buques minadores rumanos Amiral Murgescu, Regele Carol I y Aurora que colocaron un campo de 1000 minas cerca del puerto de Constanza, (aunque se han sugerido otras causas como proyectiles del destructor rumano NMS Regina Maria y un disparo de la batería de defensa costera Tirpitz, o un ataque accidental con torpedos del submarino soviético Shch-206.)

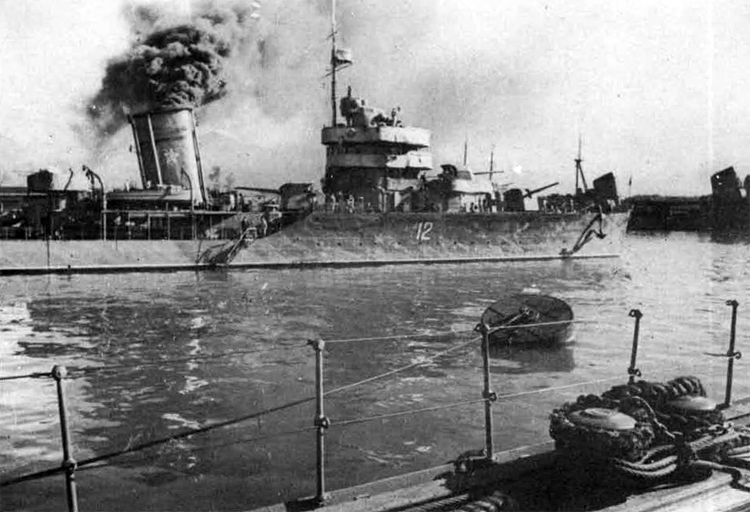
Destructor Járkov

El Járkov fue reparado el 18 de julio y cubrió la retirada de la Flotilla del Danubio a Odesa durante los siguientes días. Luego, bombardeó posiciones del Eje varias veces durante el sitio de Odesa y también escoltó a los convoyes de evacuación de Odesa a Sebastopol en octubre. Durante el asedio de Sebastopol proporcionó apoyo de fuego naval con su artillería principal y evacuó a las tropas aisladas de otras partes de Crimea a Sebastopol y trajo refuerzos de los puertos del Cáucaso. Ayudó a transportar la 388.ª División de Fusileros de Novorosíisk y Tuapsé a Sebastopol entre el 7 y el 13 de diciembre, la 79.ª Brigada de Fusileros Navales del 19 al 20 de diciembre y la 354.ª División de Fusileros entre el 21 y el 22 de diciembre, bombardeando posiciones alemanas en el ínterin. Entre febrero y julio de 1942 bombardeó a las tropas alemanas en múltiples ocasiones y trajo refuerzos y suministros para Sebastopol, evacuando a los heridos y refugiados cuando regresaba al puerto. Bombardeó posiciones del Eje cerca de Teodosia del 2 al 3 de agosto y proporcionó fuego de apoyo a los defensores de Novorosíisk del 1 al 4 de septiembre. Entre el 8 y el 11 de septiembre, transportó al 137° y el 145° Regimientos de Fusileros junto con la 3.ª Brigada de Fusileros Navales de Poti a Tuapsé y Gelendzhik y un mes más tarde, entre el 20 y el 23 de octubre, transportó a 12.600 hombres de las 8.ª, 9.ª y 10.ª brigadas de fusileros de la Guardia de Poti a Tuapsé para reforzar las defensas de la zona.
El 29 de noviembre de 1942 escoltó al crucero Voroshilov en una misión de bombardeó de posiciones del Eje en Feodonisi y bombardeó Yalta durante la noche del 19 al 20 de diciembre. En la noche del 4 de febrero de 1943, los soviéticos hicieron una serie de desembarcos anfibios al oeste de Novorosíisk, detrás de las líneas alemanas. El Járkov, los cruceros ligeros Krasny Kavkaz y Krasny Krym y los destructores Besposhchadny y Soobrazitelny proporcionaron fuego de apoyo para el desembarco principal, pero las tropas soviéticas fueron aniquiladas, el 6 de febrero, aunque  un desembarco secundario tuvo éxito. El Járkov bombardeó posiciones alemanas cerca de Novorosíisk de nuevo en la noche del 21 al 22 de febrero. Anapa fue bombardeada la noche del 13/14 de mayo y Feodosia el 22/23 de mayo.
Durante la noche del 5 al 6 de octubre de 1943, el destructor Járkov y los destructores Besposhchadny y Sposobny bombardearon las ciudades de Yalta, Alushta y Feodosia, posteriormente durante su viaje de regreso fueron atacados por bombarderos en picado Junkers Ju-87 Stukas pertenecientes al Sturzkampfgeschwader 3 (ala de bombarderos en picado). El Járkov fue dañado por su primer ataque y tuvo que ser remolcado por el Sposobny. El segundo ataque dañó los tres buques, por lo que el Sposobny también tuvo que remolcar al Besposhchadny. El siguiente ataque hundió tanto al Járkov como al Besposhchadny. El Sposobny fue hundido por la cuarta ola de bombarderos mientras intentaba rescatar a los supervivientes. Este incidente llevó a Stalin a emitir una orden prohibiendo el uso de barcos del tamaño de un destructor o más grandes sin su permiso expreso.

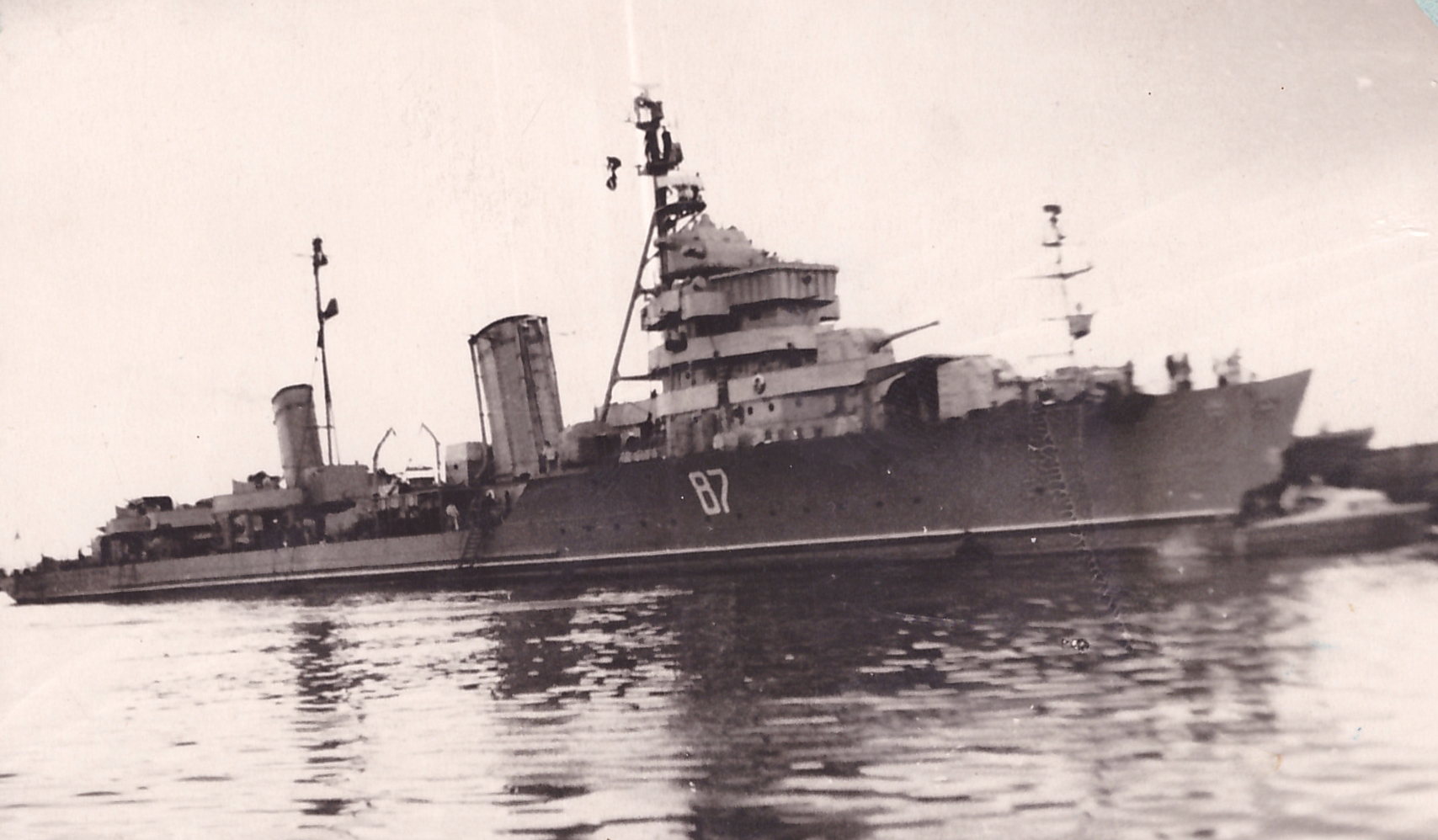
Destructor Baku en una fotografía de la posguerra

El Bakú comenzó la guerra en el Pacífico, pero fue transferido a la Flota del Norte soviética a través de la Ruta del Mar del Norte entre el 15 de julio y el 14 de octubre de 1942, donde pasó el resto de la guerra escoltando Convoyes árticos, interceptando convoyes alemanes en ruta a sus puertos en el Océano Ártico y proporcionando apoyo de fuego naval para las operaciones soviéticas. El Tblisi permaneció durante toda la guerra en el Pacífico, por lo que tuvo poco que hacer hasta la invasión soviética de Manchuria cuando transportó elementos del 358.º Batallón de Fusileros Navales al puerto coreano de Rason el 12 de agosto de 1945.

### Posguerra
Poco se sabe de sus carreras de posguerra, aparte de que la mayoría se sometió a una prolongada modernización a principios de la década de 1950. El Minsk no se modernizó, sino que fue redesignado como buque escuela en 1951 y asignado a la Escuela Superior de Ingeniería naval Dzerzhinsky. A fines de la década de 1950, la mayoría se estaba convirtiendo en barcos cuartel y otras funciones auxiliares antes de ser desguazados o utilizados como buques objetivos a principios de la década de 1960.